# Chartreuse du Val-de-Paix
La Chartreuse du Val-de-Paix était un monastère de Chartreux situé à Chandossel, aujourd'hui incorporée à Villarepos, canton de Fribourg, en Suisse.

## Histoire
Hermann de Cressier et son épouse Alice d’Estavayer fondent vers 1327 dans le Vallon de Baumes près du Lac de Morat entre Wallenried et Chandossel, une chartreuse sous le nom de Val de Paix. La dotation est trop petite et elle est rapidement abandonnée. 
En 1332, le chapitre général envoi le prieur de La Lance pour ramener le moine Borcard de Val-de-Paix. Borcard de Lausanne était avant prieur à La Valsainte, premier prieur de La Part-Dieu et prieur de La Lance d'où il a dû démissionner en raison de son age. Il voulait sauver Val-de-Paix de la fermeture. Il est sérieusement blâmé par le chapitre général. Il meurt à La Lance en 1334 et reçoit malgré sa désobéissance à Chandossel, en raison de ses mérites un tricénarium dans tout l'ordre. 
En 1333, l'ordre reproche la même insubordination, au moine Jean Perrusset  qui reste vivre malheureusement dans le Val-de-Paix, alors qu'il a également été envoyé à La Lance. 
Ses biens vont  au prieuré prémontré Sainte-Catherine de Morat.